# Bioule
Bioule – miejscowość i gmina we Francji, w regionie Oksytania, w departamencie Tarn i Garonna. Przez gminę przepływa rzeka Aveyron. 
Według danych na rok 1990 gminę zamieszkiwały 674 osoby, a gęstość zaludnienia wynosiła 33 osób/km² (wśród 3020 gmin regionu Midi-Pireneje Bioule plasuje się na 481. miejscu pod względem liczby ludności, natomiast pod względem powierzchni na miejscu 544.).